# Forteresse de Ripafratta
La forteresse de Ripafratta (en italien : Rocca di Ripafratta), également connue sous le nom de Rocca di San Paolino ou Castello di Ripafratta, est une ancienne fortification médiévale surplombant le hameau de Ripafratta de la commune de San Giuliano Terme dans la province de Pise en Toscane,.

## Historique
Le village de Ripafratta était situé aux confins des villes de Lucques et de Pise, le long de la Via Aemilia Scauri. La position de la forteresse permettait le contrôle des voies terrestres et fluviales entre les deux villes.
La fortification a été construite au Xe siècle autour d'une ancienne tour remontant au moins à 970 à cause des conflits fréquents entre Pise et Lucques. Le système de défense qui s'étendait sur les montagnes environnantes, avec des tours de guet (les deux survivantes du côté de Ripafratta s'appellent Torre Niccolai et Torre Centino) et avec une tour-porte de ville bloquant la route des contreforts (qui a survécu jusqu'à la Seconde Guerre mondiale).

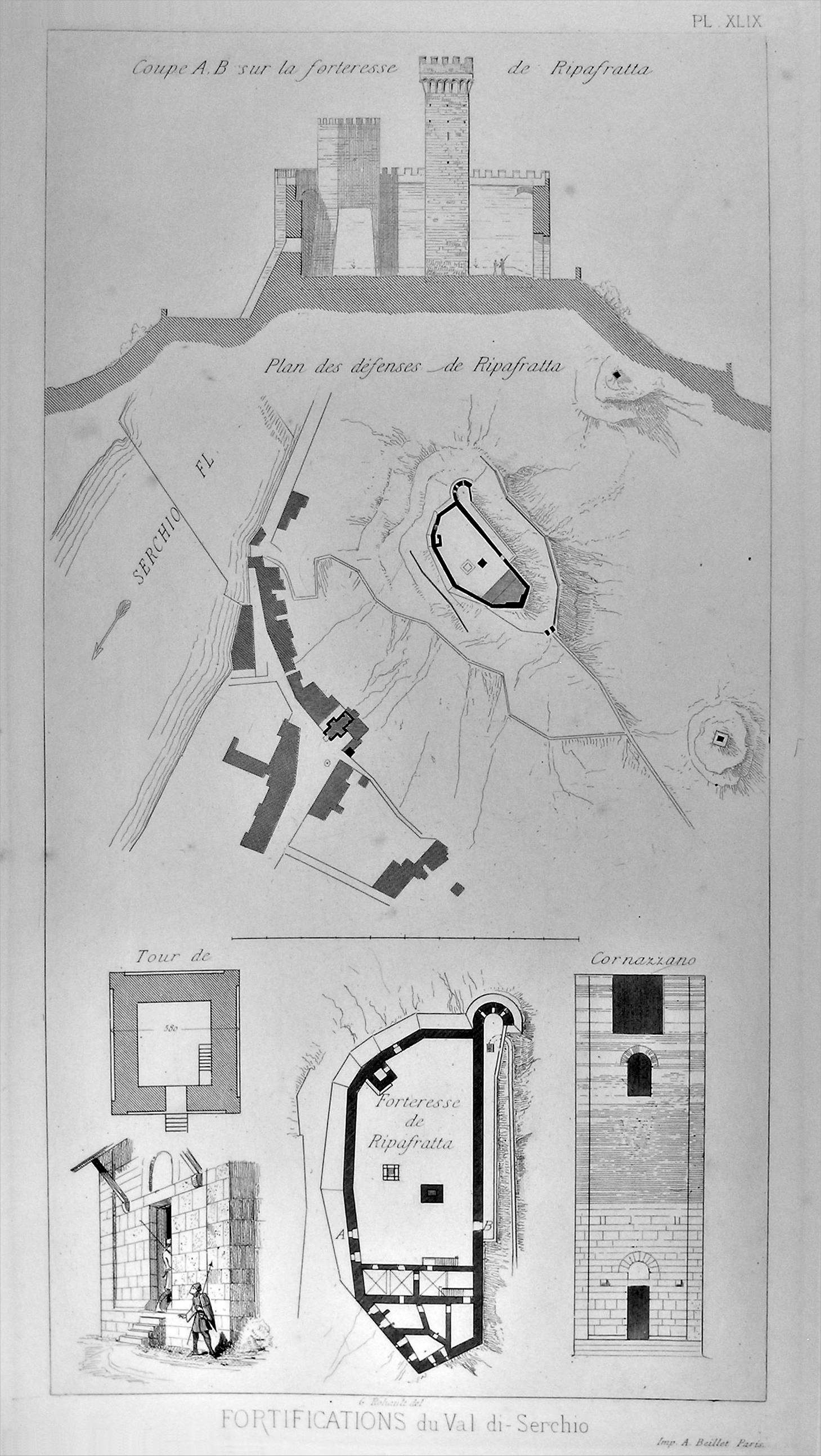
Dessins en plan et en coupe du système défensif de Ripafratta dans Georges Rohault de Fleury, La Toscane au Moyen Âge : Architecture civili et militaire, vol. 1, Paris 1873.

Dans les années 1162-1164, la fortification fut agrandie et transformée en un véritable forteresse. De cette époque date également l'autre cercle concentrique de murailles qui protégeait le petit village proche du château, l'ancien noyau de l'actuelle Ripafratta. Seuls quelques vestiges de ces remparts de la ville restent visibles aujourd'hui.
La guerre entre Pise et Florence se termina en 1254 et la forteresse passa aux mains des Florentins. En 1261, Pise reprit le château. Le château fut contesté au fil des siècles, même avec des sièges et des batailles acharnées, par les puissances de Pise et de Lucques, avant de finalement passer aux mains des Florentins. En 1504, le célèbre architecte militaire Antonio da Sangallo le Vieux, peut-être en collaboration avec Léonard de Vinci, réalisa un projet d'adaptation et de rénovation de la forteresse. Les tours médiévales furent surmontées et de profondes modifications structurelles furent entreprises, comme la construction de grands escarpements contre les murs et de ravelins opposés, ces derniers délégués à la défense de l'unique porte d'accès.
La forteresse perdit de son intérêt quand la frontière entre les deux villes n'eut plus besoin d'être défendue. Déjà abandonné en 1607, le château fut rasé en 1628 par Orazio Angelini, « pour l'utiliser comme potager avec plantation de fruits et de vignes » ; en 1678, il passa à la Villa Medicea di Collesalvetti, qui le vendit après quelques mois à la noble famille Camici Roncioni, propriétaire jusqu'à l'acquisition par la commune de San Giuliano Terme en 2021.

### Préservation
La forteresse est actuellement en attente d'interventions urgentes en matière de sécurité, de conservation et de restauration. La zone de fouilles archéologiques, menée par l'Université de Pise dans les années 1980 et 1990, a été gravement endommagée par la négligence. Périodiquement, et notamment à l'occasion de la Festa della Rocca et de son territoire qui se tient chaque année en septembre, l'association Pro Loco Ripafratta Salviamo La Rocca organise des visites guidées du complexe historique.
Le 1er février 2021, l'acte d'achat de la Rocca a été signé, laquelle est officiellement devenue la propriété de la commune de San Giuliano Terme le 26 avril 2021.

## Galerie

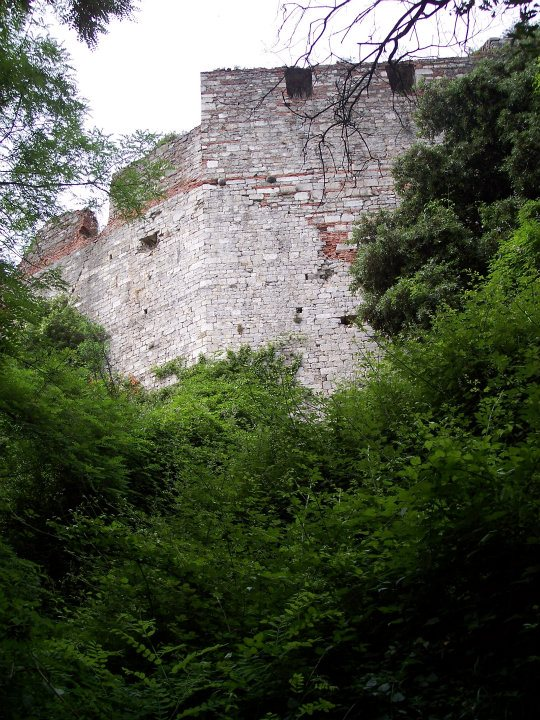
La muraille.
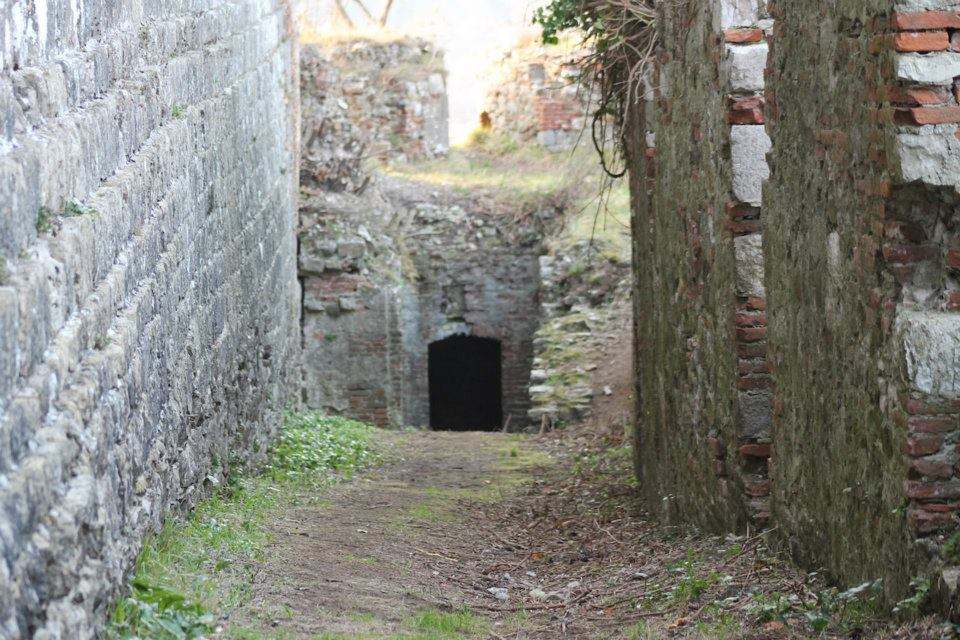
L'entrée.